# Liste der denkmalgeschützten Objekte in Tweng
Die Liste der denkmalgeschützten Objekte in Tweng enthält die 8 denkmalgeschützten, unbeweglichen Objekte der Gemeinde Tweng im Salzburger Bezirk Tamsweg.

## Denkmäler
| Foto |                 | Denkmal                                                      | Standort                            | Beschreibung | Metadaten |
| ---- | --------------- | ------------------------------------------------------------ | ----------------------------------- | --- | --- |
| ja   | Datei hochladen | Römische Meilensteine HERIS-ID: 28049 Objekt-ID: 24600       | Katschbergstraße Standort KG: Tweng | Nordwestlich des Ortes sind an der Katschbergstraße zwei römische Meilensteine des Kaisers Philippus Arabs (um 204–249) und seines Sohnes Philippus iunior erhalten. | BDA-Hist.: Q37917561 Status: § 2a Stand der BDA-Liste: 2025-06-30 Name: Römische Meilensteine GstNr.: 587/3 Meilenstein B99 24600           |
| ja   | Datei hochladen | Pfarrhof HERIS-ID: 28059 Objekt-ID: 24610                    | Tauernstraße 17 Standort KG: Tweng  | Der zweigeschoßige Pfarrhof mit Rundbogenportal, Eckquaderung und abgewalmtem Satteldach wurde 1727 errichtet. | BDA-Hist.: Q37917697 Status: § 2a Stand der BDA-Liste: 2025-06-30 Name: Pfarrhof GstNr.: 28                                                 |
| ja   | Datei hochladen | Kath. Pfarrkirche hl. Kreuz HERIS-ID: 28061 Objekt-ID: 24612 | Standort KG: Tweng                  | Die nach Westen ausgerichtete Dorfkirche steht unmittelbar an der Hauptstraße. Die ursprüngliche Kapelle von 1665 wurde im Jahr 1729 durch das Langhaus nach Westen erweitert. Im gleichen Jahr entstand auch der Nordturm mit Zwiebelhelm. Der Hochaltar und die Kanzel stammen aus der 2. Hälfte des 18. Jahrhunderts. | BDA-Hist.: Q37917717 Status: § 2a Stand der BDA-Liste: 2025-06-30 Name: Kath. Pfarrkirche hl. Kreuz GstNr.: .3 Pfarrkirche hl. Kreuz, Tweng |
| ja   | Datei hochladen | Wegkapelle, Ansagerkreuz HERIS-ID: 28056 Objekt-ID: 24607    | Standort KG: Tweng                  | Die Wegkapelle südöstlich der Pfarrkirche mit geschweiftem Zeltdach enthält ein Anbetungsbild vom Ende des 19. Jahrhunderts. | BDA-Hist.: Q37917658 Status: § 2a Stand der BDA-Liste: 2025-06-30 Name: Wegkapelle, Ansagerkreuz GstNr.: 16/1                               |
| ja   | Datei hochladen | Lantschfeldkapelle HERIS-ID: 28058 Objekt-ID: 24609          | Standort KG: Tweng                  | Die Kapelle am Schluss des Lantschfeldtals in etwa 1650 Metern Seehöhe ist ein rechteckiger gemauerter Bau mit Satteldach und Giebelreiter. Innen enthält sie ein Kruzifix und ein Madonnenbild aus dem 19. Jahrhundert.                                                                                                 | BDA-Hist.: Q37917682 Status: § 2a Stand der BDA-Liste: 2025-06-30 Name: Lantschfeldkapelle GstNr.: 505 Lantschfeldkapelle                   |
| ja   | Datei hochladen | Römerstein HERIS-ID: 28050 Objekt-ID: 24601                  | Standort KG: Tweng                  | Meilenstein des römischen Kaisers Lucius Septimius Severus (146–211) neben der Katschbergstraße zwischen Purin und Eschawald. | BDA-Hist.: Q37917592 Status: § 2a Stand der BDA-Liste: 2025-06-30 Name: Römerstein GstNr.: 587/5                                            |
| ja   | Datei hochladen | Römerstein HERIS-ID: 28052 Objekt-ID: 24603                  | Standort KG: Tweng                  | Meilenstein des römischen Kaisers Lucius Septimius Severus (146–211) neben der Katschbergstraße nächst Eschawald. | BDA-Hist.: Q37917617 Status: § 2a Stand der BDA-Liste: 2025-06-30 Name: Römerstein GstNr.: 587/5 Meilenstein B99 24603                      |
| ja   | Datei hochladen | Wegkapelle Mühltalerkreuz HERIS-ID: 28053 Objekt-ID: 24604   | Standort KG: Tweng                  | Die Wegkapelle in Vorderwinkel mit einem Holzschindelzeltdach ist mit 1928 bezeichnet. | BDA-Hist.: Q37917634 Status: § 2a Stand der BDA-Liste: 2025-06-30 Name: Wegkapelle Mühltalerkreuz GstNr.: 587/5                             |